# Jože Brodnik
Jože Brodnik, slovenski atlet, * 26. april 1936, Šmarje pri Jelšah.
Brodnik je za Jugoslavijo nastopil na Poletnih olimpijskih igrah 1960 v Rimu, kjer je v deseteroboju osvojil deveto mesto.